# Olivier Bellisi
Olivier Bellisi, né le 25 novembre 1975 à Saint-Priest (Rhône), est un footballeur français. 

## Biographie
Formé à l'Olympique lyonnais, il évolue en tant que défenseur latéral gauche. 
Le 1er décembre 1998, alors qu'il est un titulaire habituel du Stade Malherbe de Caen, il se blesse grièvement au genou lors du match Saint Etienne - Caen. À la suite de cette grosse blessure il ne retrouve jamais sa place de titulaire. Son cousin Serge Bellisi est également un ancien professionnel de football.
Au total, Olivier Bellisi joue 7 matchs en Division 1 et 42 matchs en Division 2.